# Championnat du monde masculin de curling 1979
Navigation
Édition précédente Édition suivante
Le Championnat du monde masculin de curling 1979, vingt-et-unième édition du championnat du monde de curling, a eu lieu du 26 mars au 1er avril 1979 à Berne, en Suisse. Il est remporté par la Norvège.